# Xylocopa villosa
Xylocopa villosa är en biart som beskrevs av Heinrich Friese 1909. Xylocopa villosa ingår i släktet snickarbin, och familjen långtungebin. Inga underarter finns listade i Catalogue of Life.